# Albert Cyril Offord
Albert Cyril Offord (9 de junio de 1906 - 4 de junio de 2000) fue un matemático británico. Miembro de la Royal Society, fue el primer profesor de matemáticas en la Escuela de Economía de Londres.

## Semblanza
Offord nació en Londres en 1906. Era el hijo mayor de Albert Edwin Offord, maestro impresor, y de su esposa Hester Louise, excantante de ópera. La familia pertenecía a los Hermanos de Plymouth, una congregación religiosa protestante. Estudió en la escuela secundaria Hackney Downs. Posteriormente, estudió matemáticas en el University College de Londres, y realizó un posgrado en el Saint John's College (Cambridge), donde trabajó con el profesor John Edensor Littlewood.
Recibió dos doctorados en matemáticas: el primero de la Universidad de Londres (bajo la dirección de Bosanquet) en 1932, y el segundo de la Universidad de Cambridge (bajo la dirección de Hardy) en 1936.
En 1940, dejó Cambridge para impartir clases en la Universidad de Bangor. En 1942, se trasladó al King's College de Newcastle upon Tyne (posteriormente denominada Universidad de Newcastle). Fue nombrado catedrático de Matemáticas en 1945.
En 1946, fue elegido miembro de la Real Sociedad de Edimburgo. Sus proponentes fueron Sir Edmund Whittaker, John William Heslop-Harrison, Alexander Aitken y Alfred Dennis Hobson. Fue elegido miembro de la Royal Society en 1952.
En 1948, dejó Newcastle para convertirse en profesor de Matemáticas en el Birkbeck College de Londres, sustituyendo al profesor Dienes. Dejó este empleo en 1966, para ocupar una nueva cátedra en la Escuela de Economía de Londres. Se jubiló en 1973, pasando a ser investigador principal en el Imperial College London..
Falleció en Oxford en el año 2000, a los 93 años de edad.

## Familia
En 1945 se casó con Margaret Yvonne Pickard (generalmente conocida como Rita), profesora de inglés. Tuvieron una hija, Margaret Offord (nacida en 1949).